# La Grande Aventure de Bender
Pour les articles homonymes, voir Bender.
Pour plus de détails, voir Fiche technique et Distribution.
La Grande Aventure de Bender (Bender's Big Score) est un film sorti directement en DVD et basé sur la série télévisée animée Futurama. Il est sorti le 27 novembre 2007 aux États-Unis. Il est écrit par Ken Keeler sur la base de son scénario et de celui de David X. Cohen dirigé par Dwayne Carey-Hill. Le film propose entre autres un générique plus long, une version longue de la musique d'introduction ainsi qu'une présentation des personnages principaux.
De nombreux personnages font leur apparition durant ce film, entre autres : les Nibbloniens, Seymour le chien de Fry (Ceux qui m'aiment prendront le chien), Barbados Slim, Robot Père Noël... Il inclut aussi des guest stars comme Al Gore et Coolio dans le rôle de Kwanza Bot (Un conte à deux pères Noël).
Bender's Big Score et les trois films suivants constitueront une nouvelle saison de Futurama, chaque film constituant quatre épisodes qui seront diffusés sur Comedy Central.
Le message du générique est « It just won't stay dead ! », traduit en version française par « Futurama est éternel ! »

## Résumé
Le film commence par une mise au point du Professeur Hubert Farnsworth sur la déprogrammation de Futurama par la Fox. Puis on apprend que les cadres de cette compagnie ont été tous moulus en poudre Torgo, poudre qui sera utilisée tout au long du film pour divers usages. Alors que tous fêtent le retour de la série, un concours de limbo est organisé. Alors qu'Hermès réussit l'exploit de passer non sous une barre mais sous un sabre, il est décapité par un autre sabre laissé accroché à la cheminée. Le vaisseau Planet Express écrase alors son corps et Hermès est donc réduit à sa tête.
Au musée des têtes, Hermès est soigné par le docteur Cahill, une véritable bimbo, et par Lars, un nouveau personnage, introduit à cette occasion. Cet homme met les têtes en bocal. Leela semble en tomber amoureuse au grand dam de Fry. LaBarbara et Dwight (la femme et le fils d'Hermès) arrivent alors et celle-ci, inquiète que son fils n’ait pas de père pendant une semaine, décide de trouver un nouveau mari. L'équipage quant à lui est invité à livrer des laxatifs sur une planète nudiste. Leela remarque que Fry porte un tatouage de la tête de Bender sur la fesse droite ; Fry lui-même ne soupçonnant pas l'existence d'un tel tatouage. Sur la plage, d'étranges créatures roses font signer des pétitions et demandent notamment l'adresse électronique des signataires. Une fois sur terre, l'équipage est assailli de spams et tous se font avoir par les fausses publicités. Bender, tenté par un porno robotique, refuse un scan et se télécharge un virus d'obéissance. Entretemps, le professeur Hubert Farnsworth décide de donner des consignes de sécurité contre les spams, mais, n'écoutant pas ses propres conseils, il vend par inadvertance Planet Express aux arnaqueurs. Ces extraterrestres passent leur temps à arnaquer des planètes entières. Bender est entièrement sous leur contrôle à cause du virus et les protège même en cas de besoin. Lars et Leela se rapprochent, ce qui excède Fry.
Les extraterrestres cherchent des informations et découvrent un coffre caché appartenant au professeur. Ils reniflent Fry et découvrent le tatouage sur ses fesses. Ce dernier semble être une mine d'informations. Après examen, ils découvrent que le tatouage contient en réalité le code ouvrant une sphère temporelle. Alors que les arnaqueurs nus envisagent les pires plans, Nibbler révèle sa véritable identité (on la connaît depuis l'épisode « Le Jour où la Terre est devenue stupide »), et avertit tout le monde du désastre que représenterait un chambardement de l'univers. Une attaque ratée des Nibbloniens n'arrêtera pas les arnaqueurs. En outre, Farnsworth explique que remonter dans le temps crée forcément des paradoxes et que par conséquent un double temporel est forcément condamné : le double de l'un des arnaqueurs est ainsi tué par inadvertance. Tout paradoxe (du grand-père ou de l'écrivain) doit être résolu par la destruction. Entre-temps, lassée de voir Hermès sans son corps, LaBarbara décide de se remarier avec Barbados Slim, son ex et le grand rival de limbo d'Hermès. (vu dans « L'homme est une femme formidable »)
Les arnaqueurs nudistes s'aperçoivent que le code temporel est à sens unique : on peut aller dans le passé mais, une fois dans le passé, on ne peut plus revenir dans le présent. Bender propose aux arnaqueurs d'aller lui-même dans le passé, de voler quelques tableaux ou autres objets de valeur puis d'attendre quelques siècles dans une cave en calcaire située sous le Planet Express (dans l'épisode « Tout se termine bien à Roswell », la tête Bender, enterrée dans le désert, avait ainsi attendu plus de 1055 ans (~ 3000 - 1945) que ses amis reviennent la chercher). Farnsworth est ulcéré car il sait que les voyages dans le temps sont impossibles (Fry lui rappelle cependant leur mésaventure dans l'épisode cité ci-dessus). Alors que le Professeur vend ses armes au Robot Hédoniste, sauf une bombe (spher-o-boum en VO) qu'on reverra plus tard. Bender vole un Prix Nobel en Suède, déclenchant une poursuite de vaisseaux qui va détruire New-York ; c'est en réalité celle qu'on peut apercevoir en arrière-plan lorsque Fry est congelé dans « SpacioPilote 3000 ».
Farnsworth a gardé une seule arme : une bombe destructrice qu'il a laissée dans un sac menotté à son poignet. Bender coupe la main du vieillard et vole le sac, remplaçant la bombe par une rose rouge avec un petit mot disant « Désolé mon chou, tu t'es fait avoir ». Puis, Hermès demande à Bender de lui ramener son corps, voyant que Zoidberg est plutôt bon pour les greffes, ce que ce dernier avait démontré dans « La tête sur l'épaule ». Bender ramène donc un corps à Hermès, mais Zoidberg se trompe et le raccommode à l'envers, la tête vers l'arrière. Pendant ce temps, le Professeur fait appel à l'équipe des Globe-trotters d'Ethan Bubblegum Tate pour l'aider dans ses calculs sur les paradoxes temporels (déjà vus dans « Les dérapages du temps »).  Il tente de prouver que les voyages dans le temps sont impossibles, et découvre que voyager dans le temps sans paradoxe est possible, mais que cela peut provoquer des catastrophes. Avec l'exemple Hermès, Ethan détermine un dénominateur de coefficient de causalité complexe. À l'aide d'un compteur de malheur, Farnsworth évalue la poisse d'Hermès à un niveau 10 fois supérieur, prouvant que les paradoxes créés par les voyages de Bender s'auto-résolvent. La relation entre Leela et Lars s'approfondit.
Les aliens arnaqueurs, devenus richissimes, s'inquiètent de la destruction de l'univers et décident de supprimer Fry. À l'aide du miroir d'Amy, ce dernier réussit à lire le code inscrit sur ses fesses et active la bulle temporelle pour retourner au 1er janvier 2000, juste 30 minutes après sa congélation (0h30). Bender est envoyé pour tuer Fry afin que le code soit définitivement détruit. Bender arrive 2 minutes avant Fry (0h28) mais il a envie de faire pipi et revient 19 secondes en arrière pour aller faire pipi tout en laissant son autre lui sur place pour surveiller l'arrivée imminente de Fry, ce qui contrarie le clone de Bender. Un 3e Bender apparaît, celui de la toute fin, qui place le tatouage sur la fesse de Fry. Quand Fry arrive, trois Benders se trouvent dans la pièce. Le Bender paradoxal qui est resté à surveiller active son autodestruction, et Fry le congèle in extremis. Le Bender de la toute fin est - probablement - rentré chez lui, et celui qui était aux toilettes va passer 12 ans à traquer Fry. Pendant ces longues années, on découvre entre autres que Bender est à l'origine de la défaite d'Al Gore à l’élection de 2000 en Floride car il a détruit un bac de bulletins (en voulant tirer sur un autre dénommé Philip Fry), causant la reconversion du candidat en chauffeur de taxi hybride. Bender arrive chez Fry à Long Island, et rencontre alors le frère (Jancee) puis le neveu de Fry (Philip) (« Le trèfle à sept feuilles »). Fry, lui, est sur un bateau de pêche au Pôle Nord. Il le retrouve au retour et tire par sa fenêtre, ce qui met le feu à son logement, et fossilisant par là même le chien Seymour (« Ceux qui m'aiment prendront le chien »). (Toutefois, Fry n'est pas mort. Il perd ses cheveux et subit une déformation au larynx, ce qui le fait changer de voix : ainsi il devient Lars. Il se congèle pour aller jusqu'en l'an 3000, fait des études et s'occupe des bocaux.) Bender retourne en 3007 et les aliens le privent du code, de son virus et aussi de sa réserve de porno. Fry est célébré par ses amis et Bender, désespéré, leur avoue le meurtre. Fry réapparaît alors et explique ce qui lui est arrivé : il est retourné à la pizzeria (1h00 ce qui fait 30 minutes de trajet entre le centre et la pizzeria)  mais il avait toujours l'argent du futur. Il est retourné au salon cryogénique (1h30), et s'est renvoyé 1h plus tôt pour avoir de la pizza chaude... (Il voit son clone temporel en train de congeler Bender puisque lorsqu'il a activé la sphère temporelle, il était 1h30  il est donc revenu à 0h30.)  Et il prend conscience que son lui en train d'être congelé a encore de l'argent sur lui. En voulant le récupérer, Fry tombe dans le tube et est congelé pour l'an 3000, il se recongèle pour 7,95 ans afin de revenir en 3007.
Le narrateur raconte la vie de Fry (Le clone) : Il s'est installé à l'étage de la Pizzeria et a vécu une belle vie avec ses proches. Toutefois, le souvenir de Leela le hantait...
Nibbler efface le tatouage du vrai Fry pour empêcher les arnaqueurs d'en faire à nouveau usage.
En 2003, Fry est devenu assistant dans l'aquarium de New York pour s'occuper d'une femelle narval, Leelu. Il réussit à faire nourrir le cétacé. Jusqu'en 2010, Fry s'occupa de Leelu. Mais Leelu dut être relâchée dans la nature. Fry assiste impuissant au départ de son narval. Il va la rejoindre au pôle nord, mettant deux ans à la retrouver.
Privés de vols à l'étalage, les arnaqueurs rachètent peu à peu la Terre, propriétés et entreprises. Lars et Leela se rapprochent de plus en plus. Noël sonnant, les New-new Yorkais se retrouvent à la rue et sont alors les cibles du Robot Père-Noël. Leela et Lars décident de se marier lorsque Lars les sauve de l'attaque du psychopathe. Lors de la cérémonie de mariage, Hermès reconquiert LaBarbara grâce à son savoir-faire en remontage de fermeture-éclair, avant de la perdre de nouveau lorsque son corps est détruit par le paradoxe temporel et par un chandelier tranchant qui lui tombe dessus. En voyant que cette copie d'Hermès est condamnée, Lars comprend qu'il est lui aussi perdu et annule le mariage au grand bonheur de Fry. Le président Nixon a lui-même été arnaqué par les arnaqueurs. Les terriens évacuent donc la Terre pour se rendre sur différentes autres planètes. Nos héros se rendent eux sur Neptune. Cependant, ils ont oublié que Neptune est le lieu de vie du Robot Père-Noël.
En 2012, Fry a enfermé Leelu dans un bassin intérieur à son cargo, la séparant d'un mâle narval.
Mais le robot fou a perdu sa liste de gens méchants au profit des arnaqueurs pour qu'ils fassent du télémarketing. Leela décide de riposter. Les Arnaqueurs ont un armement supérieur (des étoiles de la mort en or massif), mais le Père Noël, aidé par Kwanza-Bot et le Zombie de Hanukkah aident les humains à s'armer efficacement grâce au complexe manufacturier sur Neptune (voir « Un Conte à deux Père Noël »). Alors que la riposte est en marche, Nixon place Zapp Brannigan aux commandes, pour le malheur de Leela. Une flotte constituée entre autres de la Mafia Bot (« Bender s'affranchit ») et de Al Gore part donc sur Terre afin d'affronter les aliens nudistes. Le Nimbus de Zapp est le premier vaisseau à tomber. La lutte s'engage mais les vaisseaux humains sont minoritaires et impuissants, et Leela n'arrive pas à coordonner tout le monde. Hermès se propose pour aider : Farnsworth branche le bocal avec la tête sur le poste de commandes et Hermès coordonne ainsi la flotte pour une victoire rapide des terriens. Hermès en profite pour reconquérir LaBarbara. Les aliens ont toutefois une dernière carte à jouer : la bombe volée par Bender. Mais ce dernier, après l'avoir confiée aux nudistes qui l'ont enfermée dans un coffre-fort, est allé rechercher le sac la contenant dans ce même coffre-fort et l'a remplacé par un sac vide : il a donc toujours la bombe. Bender a trop bien suivi son virus, et s'est comporté comme un agent double. Les aliens n'ont plus rien pour menacer les terriens et sont mis hors d'état de nuire par la bombe renvoyée sur eux. Bender est consacré par Nixon le 1er janvier 3008. Fry rassure Leela à propos de sa rupture avec Lars. Il lui donne rendez vous au lieu de leur 1re rencontre.
En 2012, Fry libère Leelu car il veut avant tout qu'elle soit heureuse, même si cela signifie que lui ne le sera pas. Elle va rejoindre le narval mâle tandis que Fry rentre à New York. Là bas, au moment où Bender le tue, Fry est touché par les gaz. Il devient chauve et son larynx est altéré par les gaz. Il n'est pas tué et s'échappe, faisant comme Lars. Il se congèle dans la boîte de Michelle (cf explications au-dessus, quand Bender le "tue") (vu dans « La Femme Cryonique »).
Fry veut réunir Leela et Lars mais ce dernier persiste dans son refus. Arrive Nudar, le chef des arnaqueurs, qui n'a pas été tué dans l'explosion grâce à sa combinaison. Lars se tue avec Nudar en sortant le Bender autodétruit de sa congélation et en le plaquant au sol avec eux. Leela, effondrée, découvre alors le tatouage sur les fesses de Lars. En réalité, Lars est l'alter-égo transtemporel de Fry, celui créé par le paradoxe (de l'écrivain, étant donné que c'est Fry qui l'a créé). Il a annulé le mariage car il se savait condamné à mourir. Ce qui signifie que le clone temporel de Fry a survécu à l'attaque de Bender. À l'enterrement de Lars, grâce au testament de ce dernier, Leela comprend que Fry et Lars ne forment qu'une seule et même personne. Lars a passé six ans au centre d'alimentation des têtes coupées. En fait, il savait plus ou moins qu'il était Fry mais il savait aussi qu'il devait être Lars (le seul personnage de Lars est en fait Fry). Bender, à l'enterrement, se dévoue pour retourner dans le passé placer le tatouage sur la fesse de Fry (c'est le fameux Bender de la toute fin.) Ce faisant, il découvre tous ses doubles au sous-sol. Nibbler ordonne à tout le monde de quitter immédiatement l'univers et s'avale lui-même, disparaissant de ce même univers tandis que les Benders paradoxaux explosent. L'univers se fend... Et Bender finit avec un « Oooh, ça déchire ! »

## Distribution

### Voix originales
- Billy West : Philip J. Fry, Docteur Zoidberg, Professeur Farnsworth, Zapp Brannigan, Lars Fillmore, Président Nixon
- Katey Sagal : Turanga Leela
- John DiMaggio ; Bender, Barbados Slim, Robot Père-Noel
- Lauren Tom : Amy Wong
- Phil LaMarr : Hermes Conrad, Dwight Conrad, Bubblegum
- Frank Welker : Nibbler, Seymour
- Maurice LaMarche : Kif Kroker, Charles de Gaulle
- David Herman : Nudar, Scruffy
- Kath Soucie : Cubert Farnsworth
- Tress MacNeille : Docteur Cahill
- Dawnn Lewis : LaBarbara Conrad
- Al Gore : Lui-même
- Coolio : Kwanzabot
- Mark Hamill : Le zombie de Hanukha

### Voix françaises
- Laurent Mantel : Philip J. Fry, Nibbler, BubbleGum, Barbados Slim, Al Gore
- Blanche Ravalec : Leela, LaBarbara Conrad, Dwight
- Bernard Tiphaine : Bender, Dr Zoidberg, Charles de Gaulle
- Jean-Pierre Moulin : Professeur Hubert Farnsworth, Richard Nixon
- Lionel Melet : Hermes Conrad, Zapp Brannigan, Nudar
- Julie Turin : Amy Wong, Docteur Cahill, Cubert Farnsworth
- Michel Lasorne : Kif Kroker, Lars Fillmore, Robot Père-Noël, Scruffy